# Google Updater
Google Updater was een programma dat meegeleverd werd met Google Pack om Google-software te installeren, te verwijderen en te updaten. Google Updater werkte onder Windows, maar er was ook een gelijkaardig programma met de naam Google Software Update beschikbaar voor Mac OS X.